# 紅藍絲帶
紅藍絲帶是屬於較少見的顏色絲帶，代表意義通常是指生殖系統的疾病和一些少數癌症。

## 生殖系統方面
有時候，紅藍絲帶表示著生育能力是否健全等問題。

### 包皮環切術爭議
包皮環切術是一種將包皮全部割下的手術，在一些民族或宗教信仰裡，規定嬰幼兒一定要進行包皮環切手術，但是這也讓那些被強制割包皮的小孩長大後可能會有心靈受創的問題。
因此一些人權團體和性權團體認為包皮環切術這是一種不合法、違反人權的手術行為，這些團體為了關懷這些進行過包皮環切手術的人，將紅藍絲帶設為反對包皮環切術的象徵絲帶，並加以推廣。現在，紅藍絲帶也逐漸成為對於男性生殖器官問題的象徵絲帶。

## 癌症方面

### 普及睪丸癌自我檢查
睪丸癌（Testicular cancer）是一種發展在睪丸的癌症。
在美國，每年大約有8000到9000人被診斷出有睪丸癌。男人一生中得到睪丸癌的機率大約為0.4%。睪丸癌最常出現於15到34歲的男性身上，特別是25歲左右的年紀。
因此，一些醫學機構為了提升男性認識睪丸癌和如何預防檢查睪丸癌，推出一些活動，而活動的象徵即是紅藍絲帶，並沿用至今。

### 普及大眾對乳癌的認知
乳癌又稱乳腺癌，每年可奪走全世界50萬人的生命，因此世界各地不少婦女團體和醫院都紛紛發起「乳房自我檢查」，用意是要讓不少女性能儘快察覺是否得了這種駭人聽聞的癌症，也要讓一些男性了解到什麼是乳癌等。而這種類似活動的象徵絲帶就是紅藍絲帶。
不過有時候，代表乳腺癌的顏色絲帶也包含粉紅絲帶，因此到了現今，紅藍絲帶的目的主要是傾向代表男性對乳癌的認知，而非女性乳腺癌自我檢查。

## 其他意義
- 有時候在一些宗教的觀點來看，紅藍絲帶表示家庭生活的和諧與美滿。
- 海地國民議會中的「希望陣線（Fwon Lespwa或Front de l'Espoir）」政黨代表圖標即為紅藍絲帶。